# Ivington
Ivington – wieś w Anglii, w hrabstwie Herefordshire. Leży 17 km na północ od miasta Hereford i 198 km na północny zachód od Londynu.